# Śmiadowo
Śmiadowo [pronunciación en polaco: /ɕmjaˈdɔvɔ/] (en alemán: Hochfelde) es un pueblo ubicado en el distrito administrativo de Gmina Aguantado Sulinowo, dentro del Condado de Szczecinek, Voivodato de Pomerania Occidental, en el norte de Polonia occidental. Se encuentra aproximadamente a 3 kilómetros al noreste de Aguantados Sulinowo, a 16 kilómetros al suroeste de Szczecinek, y a 132 kilómetros al este de la capital regional Szczecin.
Antes de 1648, el área fue parte del Ducado de Pomerania, hasta 1945 fue de Prusia y Alemania. Para la historia de la región, véase Historia de Pomerania.